# Campeonato Mundial de Halterofilia de 1964
El XLII Campeonato Mundial de Halterofilia se celebró en Tokio (Japón) del 11 al 18 de octubre de 1964 bajo la organización de la Federación Internacional de Halterofilia (IWF) y la Federación Japonesa de Halterofilia. Ese año las competiciones de halterofilia en los XVIII Juegos Olímpicos sirvieron también como Campeonato Mundial.
Las competiciones se realizaron en la Sala Pública de Shibuya de la capital nipona.

## Medallistas
| Evento  | Oro                                    | Plata                             | Bronce                                  |
| ------- | -------------------------------------- | --------------------------------- | --------------------------------------- |
| 56 kg   | Alexei Vajonin URSS 357,5              | Imre Földi · Hungría · 355,0      | Shiro Ichinoseki Japón 347,5            |
| 60 kg   | Yoshinobu Miyake Japón 397,5           | Isaac Berger Estados Unidos 382,5 | Mieczysław Nowak · Polonia · 377,5      |
| 67,5 kg | Waldemar Baszanowski · Polonia · 432,5 | Vladimir Kaplunov URSS 432,5      | Marian Zieliński · Polonia · 420,0      |
| 75 kg   | Hans Zdražila Checoslovaquia 445,0     | Viktor Kurentsov URSS 440,0       | Masashi Ohuchi Japón 437,5              |
| 82,5 kg | Rudolf Pliukfelder URSS 475,0          | Géza Tóth · Hungría · 467,5       | Győző Veres · Hungría · 467,5           |
| 90 kg   | Vladimir Golovanov URSS 487,5          | Louis Martin Reino Unido 475,0    | Ireneusz Paliński · Polonia · 467,5     |
| +90 kg  | Leonid Zhabotinski URSS 572,5          | Yuri Vlasov URSS 570,0            | Norbert Schemansky Estados Unidos 537,5 |

1. 1 2 3  Fuerza (kg) + arrancada (kg) + dos tiempos (kg) = total olímpico (kg).

## Medallero
| Núm. | País           | Oro | Plata | Bronce | Total |
| ---- | -------------- | --- | ----- | ------ | ----- |
| 1    | URSS           | 4   | 3     | 0      | 7     |
| 2    | Polonia        | 1   | 0     | 3      | 4     |
| 3    | Japón          | 1   | 0     | 2      | 3     |
| 4    | Checoslovaquia | 1   | 0     | 0      | 1     |
| 5    | Hungría        | 0   | 2     | 1      | 3     |
| 6    | Estados Unidos | 0   | 1     | 1      | 2     |
| 7    | Reino Unido    | 0   | 1     | 0      | 1     |
|      | TOTAL          | 7   | 7     | 7      | 21    |